# زی پدرو (بازیکن فوتبال)
خوزه پدرو داسیلوا فیگوئردو فریتاس مشهور به زی پدرو (انگلیسی: Zé Pedro؛ زادهٔ ۶ ژوئن ۱۹۹۷) بازیکن فوتبال اهل پرتغال است که در حال حاضر برای باشگاه فوتبال پورتو بازی می‌کند. 